# Rod Schejtman
 (août 2025).
Maestro Rod Schejtman est un compositeur symphonique, pianiste, ingénieur et pédagogue argentino-américain. Il est le fondateur de The Piano Encyclopedia, reconnu pour avoir développé une méthodologie d’enseignement de l’improvisation, de la composition et de la formation auditive, ainsi que pour avoir intégré les formes symphoniques classiques au langage cinématographique.

## Carrière
En 2005, le Maestro Schejtman a fondé The Piano Encyclopedia, établissant une plateforme numérique mondiale pour l’éducation pianistique et introduisant The Logic Behind Music, un système conçu pour démonter le mythe du talent inné et permettre à tout étudiant d’improviser, de composer et de jouer à l’oreille grâce à l’analyse logique de la musique plutôt qu’à la mémorisation. Sa méthodologie a atteint plus de 250 000 étudiants dans 75 pays.
En 2023, après un processus de sélection de deux ans impliquant 32 pays et plus de 60 institutions — dont Steinway & Sons, Bechstein et le Philharmonique de New York — Schejtman a été couronné du titre de lauréat mondial au WorldVision Composers Contest de Vienne.,,, Cet événement est largement connu comme la « Coupe du monde de la musique classique ».,
Au cours de la compétition, il a composé trois œuvres symphoniques de grande envergure et sa pièce Luce Nell’Oscurità a été diffusée à l’échelle nationale en Argentine par Radio Nacional après la cérémonie de Vienne. L’événement et son prix ont reçu une couverture dans les principaux médias.,,
Le Maestro Schejtman s’est produit à l’international, notamment au Festival Musilosophy à Rome et sur la Plaça Catalunya à Barcelone., Ses œuvres ont été présentées sur Radio FM 104.5 et Antena 3 TV, ainsi que lors de concerts destinés à des publics diplomatiques.
En 2024, le Maestro Rod Schejtman a été choisi par Lalo Schifrin — compositeur du thème de Mission: Impossible, lauréat de six Grammy Awards et Oscar d’honneur — pour cosigner Viva la Libertad (Long Live Freedom), une symphonie complète dédiée à l’Argentine.
La première a eu lieu à Buenos Aires, interprétée par l’Orchestre Symphonique National sous la direction d’Emmanuel Siffert.
L’œuvre coécrite par Schejtman-Schifrin a été diffusée à l’échelle nationale par la Télévision Publique et Radio Nacional.,
Viva la Libertad a ensuite été déclarée Œuvre d’Intérêt Culturel par le gouvernement de la République argentine.,,
L’œuvre et son message ont reçu une large couverture nationale et internationale.,,,,,,, La tournée mondiale de Viva la Libertad (Long Live Freedom) inclut des présentations à Los Angeles, Paris et d’autres capitales, et les programmes comprennent également les œuvres primées de Schejtman à Vienne.
En 2025, le Maestro Rod Schejtman a été nommé Membre Correspondant de la Bach Society, devenant ainsi le premier Argentin à recevoir cette distinction, en plus d’un siècle, depuis la fondation de la société en 1917. Cette désignation, basée sur le vote unanime du conseil d’administration, reconnaît « ses qualités remarquables en tant que musicien, pianiste et compositeur », et le reconnaissant comme « une figure clé du monde savant contemporain en Amérique ».,

## Récompenses
- WorldVision Composers Contest – Lauréat mondial / Champion du monde (Vienne, 2023)[4],[6]
- Œuvre d’Intérêt Culturel, Gouvernement de la République argentine (2025)[16],[17]
- Membre Correspondant, Bach Society (2025)[15]